# Narodowy Ogród Botaniczny Łotwy
Narodowy Ogród Botaniczny Łotwy (łot. Nacionālais botāniskais dārzs Salaspilī) – ogród botaniczny znajdujący się w Salaspils.

## Historia
Początek istnienia ogrodu sięga 1836 roku, gdy powstała firma ogrodnicza Christiana Wilhelma Schocha, właściciela sklepu ogrodniczego w Rydze i szkółki niedaleko Rygi. Początkowo zlokalizowano ją w Ganību Dambis, a potem  w 1898 roku przeniesiono ją do Salaspils. Rośliny sprowadzano z Europy Zachodniej. Przed I wojną światową sprzedawano rocznie 50–60 tysięcy drzewek owocowych i ozdobnych ogrodnikom z Łotwy i europejskiej części Rosji.  W 1919 roku firmę kupił Pēteris Balodis. W tym czasie szkółka w  Salaspils była największą tego typu firmą w krajach bałtyckich. Przed końcem II wojny światowej po nacjonalizacji jesienią 1944 roku powstała tu państwowa szkółka doświadczalna, która w 1947 roku zmieniła nazwę na „ogrodniczą stację doświadczalną”. Z inicjatywy jej pracowników 1 września 1956 roku utworzono w Salaspils Ogród Botaniczny Akademii Nauk, wykorzystując bogate zbiory roślin ze szkółki. W 1968 roku ogród otrzymał status Instytutu Badań Naukowych. Po odzyskaniu niepodległości przez Łotwę w 1992 roku przyznano mu status Narodowego Ogrodu Botanicznego.

## Ogród
Ogród botaniczny ma powierzchnię 129 hektarów. Około 40% terytorium zajmują szkółki, szklarnie, eksperymentalne gospodarstwo rolne. Pozostałe 60% zajmują wystawy udostępnione do zwiedzania. Teren Ogrodu Botanicznego jest przecinany przez małe strumienie, wokół których został zlokalizowano stawy i pagórki. Średnia roczna temperatura wynosi 5 °C, przy średniej temperaturze w styczniu wynoszącej -4,6 °C i w lipcu 17,5 °C. Średni roczny czas trwania przymrozków wynosi 70 dni. Rekordowo niska temperatura to -41 °C. Pokrywa śnieżna utrzymuje się około 90 dni, a okres wegetacji trwa 170 dni. Wysokość opadów wynosi 560 mm rocznie i 320 mm w okresie wegetacji.
Niektóre działy ogrodu:
- Arboretum zajmujące 40 ha[4]. Powstało w 1960 roku i składa się z dwóch części: starej, w której drzewa i krzewy zostały zasadzone zgodnie z taksonomią filogenetyczną, i nowszej, gdzie rośliny są rozmieszczone zgodnie z zasadą geograficzną[4].
- Stary park, który powstał w 1935 roku.
- Oranżerie – zbiory zaczęto gromadzić już w 1956 roku, ale nowe szklarnie otwarto dopiero w 2015 roku[5].
- ogród skalny powstały w latach 1961–1965[5].

## Ośrodek naukowy
Ogród jest też ośrodkiem naukowym. Prowadzi badania w zakresie botaniki, fitofizjologi, ekologii i genetyki. Prace naukowe prowadzą:
- Katedra Fizjologii Roślin, która nadzoruje i gromadzi rzadkie i chronione rośliny z terenu Łotwy[6]
- Departament Roślin Szklarniowych[7]
- Departament Dendroflory[8]
- Zakład Żywności, Roślin Aromatycznych i Leczniczych[9]

## Lokalizacja
Ogród znajduje się w Salaspils 18 km od Rygi. Dojazd pociągiem linią kolejową Riga-Ogre-Aizkraukl. Wejście do ogrodu znajduje się naprzeciwko stacji kolejowej.